# HD 100219
HD 100219，又名BD-19 3285，SAO 179964、HR 4440，是一颗恒星，视星等为6.24，位于銀經278.98，銀緯38.36，其B1900.0坐标为赤經11h 26m 47.8s，赤緯-20° 38.36′ 32″。